# Peter Waweru
Peter Waweru Kamaku, né le 27 mai 1982 à Nairobi, est un arbitre de football kényan. il est arbitre du Championnat du Kenya de football, le Kenyan Premier League depuis 2013 et arbitre sur la liste de la FIFA depuis 2017. Il est également professeur de mathématiques pures à l’Université d’agriculture et de technologie Jomo Kenyatta au Kenya

## Jeunesse et éducation
Peter Waweru est né à Nairobi, au Kenya. Il fréquente l’école primaire Gatheri et le lycée Alliance. Il obtient le diplôme de baccalauréat ès sciences en mathématiques et en informatique en 2006 et une maîtrise ès sciences en mathématiques pures en 2008 à l’Université d’agriculture et de technologie Jomo Kenyatta. 
En 2023, Il obtient un doctorat en mathématiques pures à l’Université d’agriculture et de technologie Jomo Kenyatta. Puis en 2015, Waweru obtient un autre diplôme de troisième cycle en technologie de l’éducation de l’Université du Cap en Afrique du sud,.

## Carrière

### Arbitre
Peter Waweru commence à arbitrer le football dans les ligues du Kenya en 2011. En 2013, il rejoint le Kenyan Premier League, puis, en 2017, il est répertorié comme arbitre de la FIFA.  Par la suite, il officie dans diverses compétitions de la FIFA tels que la Coupe d'Afrique des nations de football des moins de 20 ans en 2019, la Coupe d'Afrique des nations de football 2019 en Égypte, la Coupe du monde de football des moins de 17 ans 2019 au Brésil, le Championnat d'Afrique des nations de football (CHAN) 2021 où il a officié les finales du CHAN 2021. 
Depuis 2017, Waweru arbitre plusieurs matchs de la Ligue des champions de la CAF, des matchs de la Coupe de la Confédération et des matchs de qualification pour la Coupe du monde de la FIFA. Il est choisi comme l’un des arbitres de la Coupe d’Afrique des Nations 2021 qui s’est tenue au Cameroun du 9 janvier au 6 février 2022, et de la Coupe d’Afrique des Nations de football 2023 qui s’est tenue en Côte d’Ivoire du 13 janvier au 11 février 2024,.

### Conférencier
Waweru occupe différents postes tels que celui d’assistant académique entre 2007 et 2009, et depuis 2019, il est maître de conférences à l’Université d’agriculture et de technologie Jomo Kenyatta. Waweru donne des cours sur la théorie des nombres, la théorie du codage de l'algèbre.

## Publications
- (en) Peter Waweru Kamaku, Error Detection and Correction in the International Standard Book Number, 2013 (lire en ligne)[13]
- (en) Waweru Kamaku, « Limitations in the Convectional ISBN-10 Code », merican International Journal of Contemporary Research, vol. 2, no 2,‎ février 2012, p. 553-569 (lire en ligne  [PDF])[13]
- (en) Peter Waweru, « ON SOME PROPERTIES AND LIMITATIONS IN THE ISBN-13 CODE », International Electronic Journal of Pure and Applied Mathematics, vol. 4, no 3,‎ 2012 (lire en ligne  [PDF])[13]